# Buonalbergo
Buonalbergo é uma comuna italiana da região da Campania, província de Benevento, com cerca de 1.935 habitantes. Estende-se por uma área de 25 km², tendo uma densidade populacional de 77 hab/km². Faz fronteira com Apice, Casalbore (AV), Montecalvo Irpino (AV), Paduli, San Giorgio La Molara, Sant'Arcangelo Trimonte.

## Demografia
| Variação demográfica do município entre 1861 e 2011                               |
|                                                                                   |
| Fonte: Istituto Nazionale di Statistica (ISTAT) - Elaboração gráfica da Wikipedia |